# Emil Waldmann
Pour les articles homonymes, voir Waldmann.
Emil Waldmann 15 décembre 1880 - 17 mars 1945 est un historien d’art allemand, originaire de Brême.

## Biographie
Né en 1880 à Brême, il est le fils d'un industriel de la ganterie. Il étudie l'histoire de l'art, l'histoire et l'archéologie à l'université de Heidelberg, à l'université des arts de Berlin et à l'université de Göttingen.
Il fait ensuite toute sa carrière dans l’administration des musées allemands. Dès 1906, il est assistant à la Kunsthalle de sa ville natale. Puis il effectue un voyage d’étude en Grèce où il découvre, à la Pinacothèque nationale d'Athènes, le peintre français de natures mortes du XVIIe siècle Jacques Linard. Il se rend en Italie et de là en France. En 1913, il est nommé directeur du cabinet d’art graphique de Dresde (Dresdener Kupferstichkabinetts) et, en 1914, directeur de la Kunsthalle de Brême. Son goût très sûr enrichit la Kunsthalle d’œuvres majeures dont l’autoportrait de Nicolas de Largillierre : L’Artiste et sa famille, un Bouquet de Gustave Courbet, et une Vue d’un village côtier du nord de la France de Paul Cézanne ; son intérêt pour l’art français lui vaut un certain nombre de critiques de la part des partisans du régime hitlérien. Le 17 mars 1945, à Wurtzbourg, le lendemain du bombardement de cette ville, il se suicide, en se jetant dans le Main.

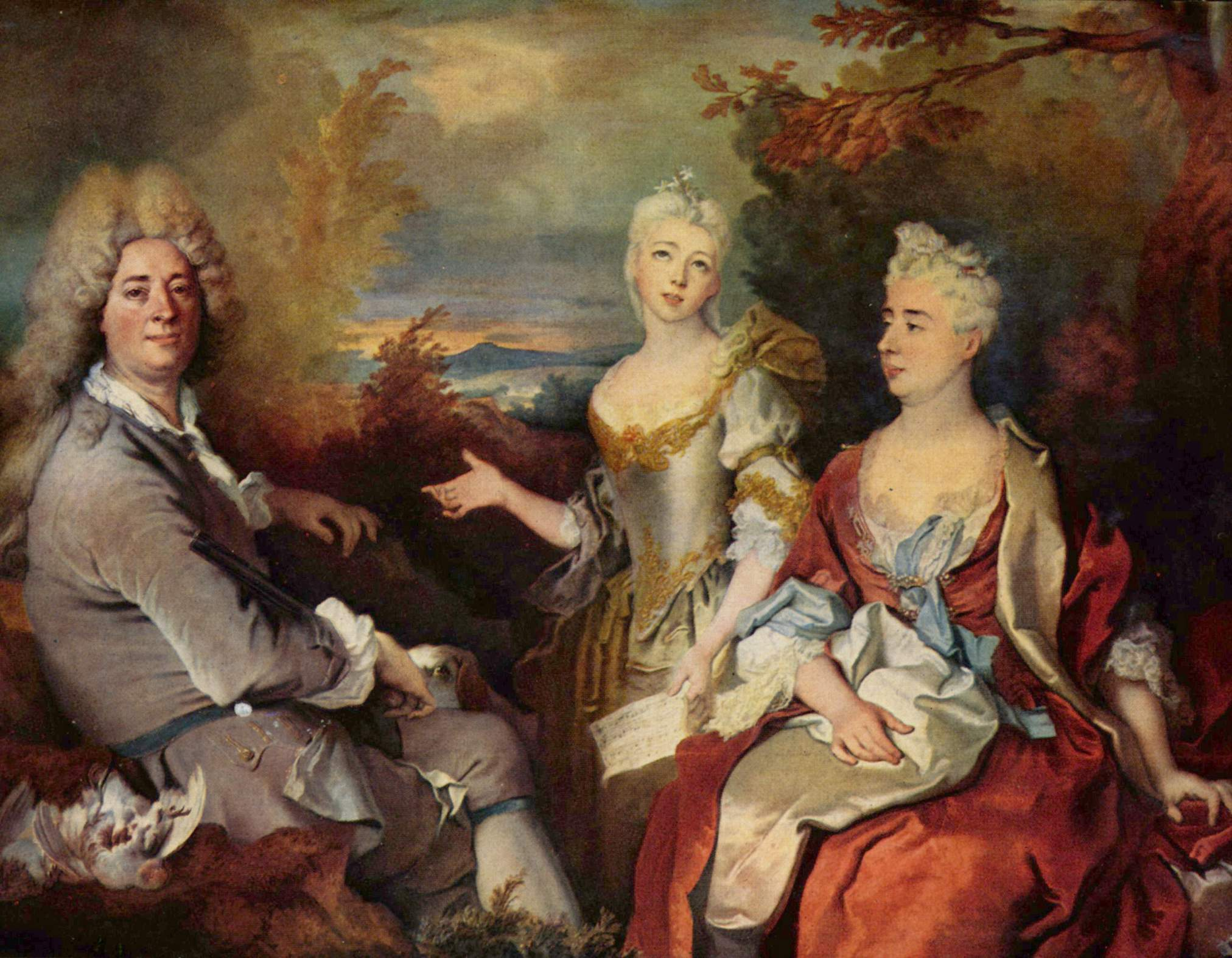
Nicolas de Largillierre, L'Artiste et sa famille.

## Publications
- La Peinture allemande contemporaine, Paris, G. Crès, 1930.
- Anselm Feuerbach, Berlin : Rembrandt-Verlein, 1944.
- Der Maler Adolph Menzel, Vienne, A. Schroll & Co, 1944.
- Rathaus und Roland zu Bremen, Berlin, Deutscher Kunstverlein, 1945.
- Auguste Rodin, Vienne, Schroll, s.d. (1948).
- Max Slevogt, Hombourg, Karlsberg-Brauerei, 1953.